# 1984 في التلفزيون البريطاني
هذه قائمة بالأحداث المتعلقة التي حدثت بالتلفزيون البريطاني منذ عام 1984.

## الأحداث

### يناير
- 4 يناير - غادر بات فينيكس شارع التتويج للمرة الثانية والأخيرة حيث انتقلت إلسي تانر للعيش مع الشعلة القديمة بيل جريجوري في البرتغال، بعد أن كانت في العرض منذ بدايتها في عام 1960.
- 7 يناير -
  - ظهر Fraggle Rock لأول مرة على التلفزيون البريطاني على ITV، بعد حوالي عام واحد من بثه على شاشة التلفزيون في الولايات المتحدة. المسلسل هو إنتاج مشترك من قبل شركة التلفزيون البريطانية Television South (TVS) وCBC Television وخدمة HBO التلفزيونية الأمريكية المدفوعة الأجر و Henson Associates .
  - أعيدت تسمية عمليات إرسال سيفاكس النهارية باسم الصفحات من سيفاكس بعد قرار راديو تايمز بالبدء في سرد عمليات البث النهاري سيفاكس.[1]
- 9 يناير - عرض سلسلة الرسوم المتحركة للأطفال Towser لأول مرة على قناة ABC في أستراليا، قبل عدة أشهر من بثها في بلدها الأصلي.
- 16 يناير - تغيير اسم «القناة الفضائية» إلى «قناة السماء».
- 30 يناير - شريط وثائقي بانوراما على قناة بي بي سي يبث «اتجاه ماجي المتشدد» الذي يزعم وجود روابط بين العديد من نواب المحافظين والمنظمات اليمينية المتطرفة في كل من بريطانيا وأوروبا. قام اثنان من النواب، وهما نيل هاميلتون وجيرالد هوارث ، بمقاضاة هيئة الإذاعة البريطانية بتهمة التشهير. في عام 1986 بعد انسحاب بي بي سي من القضية، تم منح هاملتون تعويضات قدرها 20 ألف جنيه إسترليني.[2]

### فبراير
- 14 فبراير - شاهد ما يقدر بـ 24 مليون مشاهد تورفيل ودين يفوزان بالميدالية الذهبية في دورة الألعاب الأولمبية الشتوية لعام 1984 وهي تتزلج على رافيل بوليرو .

### مارس
- 10 مارس - الظهور التلفزيوني البريطاني لأول مرة لسلسلة الخيال العلمي للمراهقين في الولايات المتحدة Whiz Kids ، والتي تم بثها يوم السبت من قبل معظم مناطق ITV. الاستثناءات هي Ulster التي تبث المسلسل يوم الأحد و TVS الذي يبثه في وقت لاحق.
- 16 مارس - بيتر دافيسون الصورة الماضي مسلسل مثل طبيب الخامس في طبيب ، «كهوف Androzani»، انتهى. أصبح كولين بيكر الطبيب السادس في نفس الحلقة.
- 22 مارس -
  - يقوم كولن بيكر بأول ظهور كامل له باعتباره الطبيب السادس في مسلسل Doctor Who «المعضلة المزدوجة».
  - يتم عرض سباق الخيل على القناة الرابعة لأول مرة.
- 24 مارس - The Price Is Right ظهر لأول مرة على التلفزيون البريطاني على قناة ITV . تم إنتاج البرنامج لـ ITV بواسطة Central Television بالتعاون مع Mark Goodson Productions و Talbot Television.[3]
- 26 مارس – عودة برنامج الألعاب اللوحية الشهير ما هو My Line؟ بعد 20 عامًا، مع المضيف الأصلي إيمون أندروز على كرسي، الآن على ITV .

### أبريل
- 15 أبريل - وفاة الممثل الكوميدي والساحر تومي كوبر إثر نوبة قلبية قاتلة على التلفزيون المباشر عن عمر يناهز 63 عامًا، خلال Live From Her Majesty's .

### مايو
- 10 مايو - 14 يونيو - التشغيل الأول لسلسلة مغامرات مدارس البي بي سي باللغة الفرنسية المكونة من خمسة أجزاء، أسرار La Marée et ses (المد والجزر وأسراره)، والتي تتكرر كل عام حتى عام 1993.[4]

### يونيو
- 4 يونيو - تم بث سلسلة الرسوم المتحركة الشهيرة Danger Mouse على شبكة كابل الأطفال Nickelodeon في الولايات المتحدة. كما أصبح أول كارتون بريطاني يتم بثه على تلك القناة بالإضافة إلى أنه أصبح من أوائل الرسوم الكرتونية البريطانية التي يتم نشرها في أمريكا.
- 7 يونيو - تبث قناة BBC1 النسخة الأولى من Crimewatch . القضية الأولى التي ظهرت في العرض هي مقتل كوليت أرام، الذي حدث في العام السابق. أخيرًا تم اتهام رجل بالقتل في عام 2009، [5] وحُكم عليه بالسجن مدى الحياة في يناير 2010 بعد إقراره بالذنب.[6]
- 23 يونيو - بثت قناة ITV حفل موسيقى الروك New Brighton Rock المسجل في الحدث الذي أقيم في منتجع New Brighton ، Merseyside على مدار يومين في 21 و 22 May.

### يوليو
- 27 يوليو - تم بث الإصدار الأخير من برنامج Sixty Minutes على BBC1 ، وانتهى بعد أقل من عام من بثه لأول مرة.
- 28-29 يوليو - تستضيف قناة BBC2 موسيقى الجاز في يوم صيفي ، وهي عطلة نهاية أسبوع من البرامج المخصصة لموسيقى الجاز.[7]
- 28 يوليو - 12 أغسطس - بث تلفزيون بي بي سي دورة الألعاب الأولمبية الصيفية لعام 1984 . نظرًا للألعاب التي تقام في لوس أنجلوس، تظل البي بي سي على الهواء في الليل لتقديم تغطية حية للأحداث الكبرى.
- 30 يوليو - يعود برنامج وقت الشاي الإخباري على قناة BBC1 إلى اسمه الأصلي إيفنينغ نيوز وإلى وقت بثه الأصلي الساعة 5.40 مساءً. تتابع البرامج الإخبارية الإقليمية، وتبث لمدة 20 دقيقة من الساعة 5.55 مساءً. هذا تدبير مؤقت ويستمر لمدة خمسة أسابيع حتى إطلاق قناة BBC1 الجديدة لتناول الشاي.

### أغسطس
- 25-26 أغسطس - للمرة الثانية، BBC2 Rocks Around the Clock. [8]
- 27 أغسطس / آب - خرج الفنيون في Thames Television في إضراب بسبب استخدام كاميرات ومعدات تحرير جديدة إلى جانب مدفوعات العمل الإضافي لموظفي الإرسال. استمر الإضراب لمدة أسبوعين، لكن المحطة توقفت عن البث ليوم واحد فقط خلال عطلة نهاية الأسبوع في أغسطس.[9] يتولى موظفو الإدارة والإدارة أدوارهم، ويبثون خدمة هيكلية.[10]

### سبتمبر
- 1 سبتمبر - إطلاق قناة الأطفال الأصلية على القنوات الفضائية.
- 2 سبتمبر - العرض التلفزيوني البريطاني الأول للمسلسل الأمريكي الصغير المكون من جزأين Lace on ITV.
- 3 سبتمبر -
  - أعيد إطلاق ساعة أخبار وقت الشاي على قناة BBC1 ، وتعمل الآن من الساعة 6 مساءً حتى 7 مساءً. تم إطلاق برنامج إخباري جديد مدته 30 دقيقة، وهو Six O'Clock News ، ويتبع ذلك إصدار مجلة إخبارية إقليمية أطول تمتد إلى 25 دقيقة.
  - تبث قناة ITV العرض التلفزيوني البريطاني الأول لفيلم Star Trek: The Motion Picture من بطولة ويليام شاتنر وليونارد نيموي وDeForest Kelley .
- 11 سبتمبر - بعد ظهوره لأول مرة في أستراليا، أخيرًا عرض Towser لأول مرة في المملكة المتحدة على ITV .
- 23 سبتمبر - البريطانية واحدة الدراما التلفزيونية اللعب المواضيع لأول مرة على BBC2.[11]

### أكتوبر
- 5 أكتوبر -
  - أول برنامج تلفزيوني أنتجته Maddocks Cartoon Productions The Family-Ness يبدأ على BBC1 .
  - يبث BBC2 برنامج الجامعة المفتوحة في وقت الشاي للمرة الأخيرة.
- 6 أكتوبر - تم تغيير اسم مجلة TVTimes إلى اسمها الأصلي TVTimes .
- 8 أكتوبر -
  - أطلقت BBC2 خدمة كاملة بعد الظهر، تتكون أساسًا من تكرار دالاس والأفلام الروائية القديمة.
  - مسلسل The Australian Soap Prisoner: Cell Block H يظهر لأول مرة على التلفزيون البريطاني عندما أصبح تلفزيون يوركشاير أول منطقة ITV تبدأ بث البرنامج في وقت متأخر من الليل. تليها جميع مناطق ITV الأخرى على مدار السنوات الخمس التالية.
  - أعادت قناة Scottish Television إطلاق برنامجها الإخباري الإقليمي «سكوتلاند توداي» كتنسيق مجلة تقوده الميزات، حيث تم تحويل الأخبار إلى ملخصات موجزة قبل البرنامج وبعده.[12]
- 9 أكتوبر - المسلسل التلفزيوني القائم على كتب الأطفال للكاتب القس. تم بث Wilbert Awdry ورواه Ringo Starr و Thomas the Tank Engine والأصدقاء لأول مرة على قناة ITV، ليصبح أحد أكثر برامج الأطفال التلفزيونية نجاحًا على الإطلاق منذ Postman Pat على BBC قبل ثلاث سنوات. سينتقل البرنامج إلى محطة مستقبلية واحدة كرتون نتورك في منتصف التسعينيات، قبل أن يعود إلى التلفزيون الأرضي في عام 2003 وينتقل إلى محطته المستقبلية الدائمة الجديدة القناة الخامسة بعد ثلاث سنوات.
- 15 أكتوبر - زيادة إنتاج القناة الرابعة بنسبة 25٪. تبدأ جداول أيام الأسبوع الآن في الساعة 2.30 مساءً بدلاً من 5:00 مساءً، بينما يبدأ البث في عطلة نهاية الأسبوع الساعة 1:00 مساءً بدلاً من 2:00 مساءً.
- 16 أكتوبر - The Bill ، وهي دراما تلفزيونية بوليسية، تُذاع لأول مرة على قناة ITV . ظهرت لأول مرة في العام الماضي كعرض تجريبي Wooden Top.[13] عندما يتم عرض الحلقة الأخيرة في عام 2010، ستكون أطول إجراء للشرطة في تاريخ التلفزيون البريطاني.
- 19 أكتوبر / تشرين الأول - بث تلفزيون يوركشاير فيلماً وثائقياً خاصاً عن ولادة الأمير هاري.
- 23 تشرين الأول (أكتوبر) - يقدم مايكل بويرك، قارئ الأخبار في بي بي سي نيوز، تعليقاً قوياً على المجاعة في إثيوبيا التي أودت بالفعل بحياة الآلاف، ويقال إنها قادرة على قتل ما يصل إلى 7 ملايين شخص.

### نوفمبر
- 3 تشرين الثاني (نوفمبر) - في أعقاب اغتيال رئيسة الوزراء الهندية إنديرا غاندي في 31 تشرين الأول (أكتوبر)، تم بث تغطية جنازتها عبر قناة BBC و ITV.
- 4 تشرين الثاني (نوفمبر) - تبث القناة الرابعة الفيلم الوثائقي الدرامي الوثائقي The Trial of Richard III من London Weekend Television .
- 7 نوفمبر - بث BBC1 الموسم الثامن من المسلسل الدرامي الأمريكي دالاس .
- 21 نوفمبر - الظهور الأول لكتاب آلان سيمور الدرامي لرواية المغامرة الخيالية لجون ماسفيلد The Box of Delights.[14] تختتم سلسلة الأجزاء الستة عشية عيد الميلاد.

### ديسمبر
- 1 ديسمبر - ظهرت هيئة الكابلات إلى حيز الوجود وفي 1 يناير 1985 تتولى الوظائف الممنوحة لها بموجب قانون الكابلات والبث لعام 1984، مما يمهد الطريق لمنح امتياز الكابلات التجارية بالكامل على أساس كل مدينة على حدة.
- 10 ديسمبر - 4 قناة تبث سهرة مع ماري تايلر مور، الذي حلقات سانت في مكان آخر و " العتلة قصيرة أبيض عرض .
- 26 ديسمبر - ظهرت جوان هيكسون لأول مرة بصفتها ملكة جمال أجاثا كريستي في المسلسل التلفزيوني المسمى بي بي سي 1، مع الجزء الأول من ثلاثة أجزاء مقتبسة من The Body in the Library.[15] يتم بث الجزء الثاني في 27 ديسمبر، [16] والجزء الثالث في 28 ديسمبر.[17]
- 30 ديسمبر - BBC1 تبث العرض التلفزيوني البريطاني الأول كرامر مقابل. كرامر ، الدراما القانونية الحائزة على جائزة الأوسكار عام 1979، بطولة داستن هوفمان وميريل ستريب.[18]

### مجهول
- يتم بث Telstar TV ، أول محطة تلفزيونية قرصنة في المملكة المتحدة، على الهواء في برمنغهام. تبث القناة لمدة ثمانية أسابيع على جهاز الإرسال BBC2 في منطقتي Northfield و Rubery بالمدينة، حيث تعرض مزيجًا من الأفلام ومقاطع الفيديو الشعبية بعد إغلاق BBC2 في عطلات نهاية الأسبوع. يمر دون أن يلاحظه أحد من قبل السلطات لعدة أسابيع لإحراجهم.[19]

## لأول مرة

### بي بي سي الأولى
- 4 يناير - كوكلس (1984)
- 8 يناير- The Thorn Birds (الولايات المتحدة 1983)
- 10 يناير - ممرضة المنطقة (1984-1987)
- 11 يناير - الغرباء والإخوة (1984)
- 12 يناير ديانا (1984)
- 19 يناير - الكوكب الحي (1984)
- 27 كانون الثاني (يناير): شارون وإلسي (1984-1985)
- 29 يناير -
  - دوائر متناقصة باستمرار (1984-1989)
  - وداعا السيد شيبس (1984)
  - واحدًا تلو الآخر (1984-1987)
- 11 فبراير - رجل الوظيفة الغريب (1984)
- 22 فبراير - مونفليت (1984)
- 3 مارس - طموح القيادة (1984)
- 29 مارس - مفقود من المنزل (1984)
- 7 أبريل - The Laughter Show (1984-1991)
- 12 مايو - أوتومان (1983-1984)
- 4 يونيو - مانيمال (1983)
- 7 يونيو - ساعة الجريمة (1984-2017)
- 25 يونيو - الجولة والجولة (1984)
- 9 يوليو- أطفال شارع الدجرسى (1979-1986)
- 1 سبتمبر - بوب فول هاوس (1984-1990)
- 3 سبتمبر -
  - الشمال الغربي الليلة (1984 إلى الوقت الحاضر)
  - داخل أولستر (1984-1996)
  - لندن بلس (1984-1989)
  - ستة أخبار الساعة (1984 إلى الوقت الحاضر)
- 4 سبتمبر - الرجل الخفي (1984)
- 4 سبتمبر - عرض ليني هنري (1984-1988)
- 6 سبتمبر - The Magnificent Evans (1984)
- 12 سبتمبر - Cold Warrior (1984)
- 14 سبتمبر- هارتبيت (1984-1993)
- 15 سبتمبر - الحوامل الثلاثية (1984-1985)
- 24 سبتمبر - تغلب على المعلم (1984-1988)
- 5 أكتوبر The Family-Ness (1984-1985)
- 14 أكتوبر - صفقة كبيرة (1984-1986)
- 18 نوفمبر سجين زندا (1984)
- 21 نوفمبر - صندوق المسرات (1984)
- 6 ديسمبر - الخط الأمامي (1984-1985)
- 6 ديسمبر - الخادم السري (1984)
- 10 ديسمبر - هيلاري (1984-1986)
- 21 ديسمبر - سيتي لايتس (1984-1991)
- 24 ديسمبر - The ChuckleHounds (1984-1986)
- 26 ديسمبر - الآنسة ماربل (1984-1992)

### بي بي سي الثانية
- 5 يناير - مرحبا وداعا الرجل (1984)
- 13 يناير - رجل العائلة (1984)
- 31 يناير - ألاس سميث وجونز (1984-1998)
- 6 مايو - تقاسم الوقت (1984)
- 20 يونيو - المغادرة (1984-1985)
- 11 يوليو - حصاد الشتاء (1984)
- 10 سبتمبر- Bootle Saddles (1984)
- 12 سبتمبر بحر الإيمان (1984)
- 14 سبتمبر - فرويد (1984)
- 23 سبتمبر - المواضيع (1984)
- 28 سبتمبر - طعم العسل (1984)
- 22 تشرين الأول (أكتوبر) - البط العرجاء (1984-1986)
- 29 أكتوبر -
  - يضحك؟ ؟ ؟ لقد دفعت تقريبًا رسوم الترخيص الخاصة بي (1984)
  - فن الطبخ الصيني كين هوم (1984-1987)
- 14 نوفمبر - أوكسبريدج بلوز (1984)
- 27 نوفمبر - العراف (1984)
- 3 ديسمبر - رجل الدولة الجديد (1984-1985)
- 17 كانون الأول - الرفيق أبي (1985-1986)
- 18 ديسمبر - مفتوح للسؤال

### آي تي في
- 7 يناير -
  - فراجل روك (1984-1990)
  - مسرحية الطفل (1984-1988)
- 8 كانون الثاني (يناير) - الحب والزواج (1984-1986)
- 9 يناير -
  - الجوهرة في التاج (1984)
  - شوكي (1984)
- 19 يناير - شركة ستيم فيديو (1984)
- 13 فبراير - السوق الحرة (1984-1986)
- 22 فبراير - يوميات البلد لسيدة إدواردية (1984)
- 26 فبراير - البصق الصورة (1984-1996)
- 7 مارس - الحقول الطازجة (1984-1986)
- 10 مارس - Whiz Kids (1983-1984)
- 24 مارس - السعر مناسب (1984-2007 ITV و Sky 1، 2017 القناة الرابعة)
- 26 مارس - تشارلي (1984)
- 2 أبريل - برنامج كيت كوران الإذاعي (1984-1986)
- 10 أبريل - كيف تجرؤ (1984-1987)
- 18 نيسان / أبريل - السيد بالفري من وستمنستر (1984-1985)
- 20 أبريل – من خلال ثقب المفتاح (1984 – 1997)
- 24 أبريل - مغامرات شيرلوك هولمز (1984-1988 ، 1991-1994)
- 28 أبريل - روبن شيروود (1984-1986)
- 6 مايو - مفاجأة مفاجأة (1984-2001 ، 2012 حتى الآن)
- 31 مايو – الفزاعة والسيدة الملك (1983 – 1985)
- 6 يونيو - سوريل وابنه (1984)
- 9 يونيو - آسبيل وشركاه (1984-1993)
- 15 يونيو - اسحب الآخر (1984)
- 19 يونيو - فردي (1984-1986)
- 26 يونيو - الموجز (1984)
- 8 يوليو - مسرح نهاية الأسبوع (1984)
- 12 يوليو - الفتيات الفقيرات الغنيات (1984)
- 17 يوليو - The Lonelyhearts Kid (1984)
- 26 يوليو - Starstrider (1984-1985)
- 27 يوليو - اعتقدت أنك ذهبت (1984)
- 30 يوليو - الخامس (1983-1985 ، 2009-2011)
- 10 أغسطس - أنيكا (1984)
- 31 أغسطس - أنا وفتاتي (1984-1988)
- 31 أغسطس - ميتش (1984)
- 31 أغسطس - المفتش جادجيت (1983-1986)
- 1 سبتمبر -
  - فتى الزجاجة (1984-1985)
  - المركبة الفضائية السبت (1984-1985)
- 2 سبتمبر - ليس (1984)
- 5 سبتمبر - مطرقة بيت الغموض والتشويق (1984)
- 11 سبتمبر - توسر (1984)
- 24 سبتمبر - يوم Tripper (1984)
- 1 أكتوبر - ذي جلوري بويز (1984)
- 8 أكتوبر - زنزانة السجناء بلوك إتش منطقة يوركشاير فقط (1984-1998)
- 9 أكتوبر - Thomas the Tank Engine and Friends (ITV و Cartoon Network 1984-2006 ، خمسة 2006 حتى الآن)
- 13 أكتوبر - وايد ويك كلوب (1984-1992)
- 16 أكتوبر - مشروع القانون (1984-2010)
- 17 أكتوبر - Rub-a-Dub-Dub (1984)
- 5 تشرين الثاني (نوفمبر) - دغدغة على توم (1984-1988)
- 7 تشرين الثاني (نوفمبر) - Chish 'n' Fips (1984-1987)
- 7 تشرين الثاني (نوفمبر) - المسافر (1984-1985)
- 8 نوفمبر - ستانلي باجشو (1984)
- 9 نوفمبر - إيه برايان! إنه وابر (1984)
- مجهول -
  - نحن نحب التلفزيون (1984-1986)

### القناة 4
- 3 يناير - الأجنحة البعيدة (1984)
- 3 يناير - كاتري ، فتاة المروج (1984)
- 6 يناير - دريم ستافينج (1984)
- 22 مارس - القناة الرابعة للسباقات (1984-2016)
- 27 أبريل - الريح في الصفصاف
- 14 يوليو - جاءوا من مكان آخر (1984)
- 10 أغسطس - أنيكا (1984)
- 10 سبتمبر - فرصة بالمليون (1984-1986)
- 22 أكتوبر - الجيش السري إلى حد ما (1984-1986)
- 21 نوفمبر - ويل كواك كواك (1984-1986)

## القنوات

### قنوات جديدة
| تاريخ    | قناة                                         |
| -------- | -------------------------------------------- |
| 29 مارس  | صندوق الموسيقى </br> شاشة </br> شبكة الترفيه |
| 1 سبتمبر | قناة الأطفال                                 |

### القنوات المعاد تسميتها
| تاريخ    | اسم قديم  | اسم جديد  |
| -------- | --------- | --------- |
| 16 يناير | الفضائيات | قناة سكاي |

## برامج تلفزيونية

### العودة ذاك العام بعد انقطاع لمدة عام أو أكثر
- 26 مارس – ما هو خطي؟ (1951 – 1964، 1984 – 1996)

## البرامج التلفزيونية المستمرة

### عشرينيات القرن الماضي
- بي بي سي ويمبلدون (1927-1939، 1946-2019، 2021 حتى الآن)

### الثلاثينيات
- سباق القوارب (1938-1939، 1946-2019)
- بي بي سي للكريكيت (1939، 1946-1999، 2020-2024)

### الأربعينيات
- تعال للرقص (1949-1998)

### الخمسينيات
- ما هو خط بلدي؟ (1951 – 1964، 1984 – 1996)
- بانوراما (1953 حتى الآن)
- ماذا تقول الأوراق (1956-2008)
- السماء في الليل (1957 إلى الوقت الحاضر)
- بلو بيتر (1958 إلى الوقت الحاضر)
- المدرج (1958-2007)

### الستينيات
- شارع التتويج (1960 إلى الوقت الحاضر)
- أغاني التسبيح (1961 - حتى الآن)
- دكتور هو (1963-1989، 2005 حتى الآن)
- العالم في العمل (1963-1998)
- توب أوف ذا بوبس (1964-2006)
- مباراة اليوم (1964 حتى الآن)
- مفترق طرق (1964-1988، 2001-2003)
- مدرسة اللعب (1964-1988)
- السيد والسيدة (1964-1999)
- عالم الرياضة (1965-1985)
- Jackanory (1965-1996، 2006 حتى الآن)
- سبورتس نايت (1965-1997)
- اتصل بي بلاف (1965-2005)
- برنامج المال (1966-2010)
- المباراة الكبيرة (1968-2002)

### السبعينيات
- اختبار صافرة غراي القديمة (1971-1987)
- The Two Ronnies (1971–1987، 1991، 1996، 2005)
- طاحونة بيبل آت ون (1972-1986)
- قوس قزح (1972-1992، 1994-1997)
- إميرديل (1972 حتى الآن)
- نيوزراوند (1972 حتى الآن)
- عطلة نهاية الأسبوع العالمية (1972-1988)
- نحن الأبطال (1973-1987)
- آخر نبيذ الصيف (1973-2010)
- هكذا الحياة! (1973-1994)
- أتمنى لو كنت هنا...؟ (1974-2003)
- أرينا (1975 إلى الوقت الحاضر)
- جيم سوف يصلحه (1975-1994)
- رجل واحد وكلبه (1976 إلى الوقت الحاضر)
- 3-2-1 (1978-1988)
- جرانج هيل (1978-2008)
- تيري ويون (1979-1987)
- البيت الصاخب (1979-1988)
- برج الكتاب (1979-1989)
- بلانكتي بلانك (1979-1990، 1997-2002)
- عرض بول دانيلز السحري (1979-1994)
- عرض التحف (1979 إلى الوقت الحاضر)
- وقت السؤال (1979 إلى الوقت الحاضر)

### 1980s
- جولييت برافو (1980-1985)
- كوكلشيل باي (1980-1986)
- الأطفال المحتاجون (1980 إلى الوقت الحاضر)
- Finders Keepers (1981-1985، 1991-1996، 2006)
- فري تايم (1981-1985)
- لعبة من أجل الضحك (1981-1985)
- تينكو (1981-1985)
- هذا هو ابني (1981-1986)
- رازاماتاز (1981-1987)
- برجراك (1981-1991)
- Odd One Out (1982-1985)
- على سفاري (1982-1985)
- "Allo" Allo! (1982-1992)
- ووغان (1982-1992)
- سوبر ستور السبت (1982-1987)
- الأنبوب (1982-1987)
- بروكسايد (1982-2003)
- العد التنازلي (1982 إلى الوقت الحاضر)
- لنتظاهر (مسلسل تلفزيوني) (1982-1988)
- رقم 73 (1982-1988)
- Timewatch (1982 إلى الوقت الحاضر)
- حق الرد (1982-2001)
- فوق الفيل وجولة حول القلعة (1983-1985)
- المفتش جادجيت (1983-1986)
- بنانمان (1983-1986)
- Just Good Friends (1983-1986)
- فيليب مارلو، عين خاصة (1983-1986)
- المعيلون (1983-1986)
- وقت الإفطار (1983-1989)
- دراماراما (1983-1989)
- لا تنتظر (1983-1990)
- صباح الخير بريطانيا (1983-1992)
- الثلاثاء الأول (1983-1993)
- الطريق السريع (1983-1993)
- الأفلام (1983-1993، 1994-1995، 1997، 2000-01، 2012)
- دوائر متناقصة باستمرار (1984-1989)
- توماس محرك الدبابة والأصدقاء (1984 إلى الوقت الحاضر)
- باب المصيدة (1984-1986)
- جيمس القطة (1984-2003)
- سباق القناة الرابعة (1984-2016)

## إنتهت في عام 1984
- 12 كانون الثاني (يناير) - شيلي (1979-1984 ، 1988-1992)
- 14 كانون الثاني (يناير) - شركاء أجاثا كريستي في الجريمة (1983-1984)
- 17 فبراير - رومانسية جميلة (1981–1984)
- 29 مارس - محكمة التاج (1972-1984)
- 2 أبريل - حديقة حيوان الأبجدية (1983-1984)
- 3 أبريل الجوهرة في التاج (1984)
- 14 أبريل - عرض السبت (1982-1984)
- 11 يونيو - رنتاغوست (1976–1984)
- 19 يونيو - الصغار (1982-1984)
- 27 يوليو - ستون دقيقة (1983-1984)
- 16 أكتوبر - توسر (1984)
- 20 نوفمبر - Rub-a-Dub-Dub (1984)
- 24 نوفمبر - اللمسة اللطيفة (1980-1984)
- 11 ديسمبر - في سفاري (1982-1984)
- 20 ديسمبر - اختبار الشاشة (1969-1984)
- 21 ديسمبر - ممتاز جدا (1955-1984، 2020 إلى الوقت الحاضر)
- 22 ديسمبر - Punchlines (1981–1984)
- 31 ديسمبر - كاتري ، فتاة المروج (1984)

## المواليد
- 6 فبراير - الممثلة جيما ميرنا
- 7 مارس - راشيل رايس، ممثلة ومتسابقة في برنامج الواقع
- 28 مارس - نيكي ساندرسون، ممثلة
- 22 أبريل - ميشيل ريان، ممثلة
- 19 أغسطس - سيمون بيرد، ممثل
- 27 أكتوبر - كيلي أوزبورن، مغنية
- 16 نوفمبر - جيما أتكينسون، ممثلة وعارضة أزياء
- 25 ديسمبر - جورجيا تينانت (ني موفيت)، ممثلة

## حالات الوفاة
| تاريخ     | اسم              | عمر | مصداقية سينمائية                                              |
| --------- | ---------------- | --- | ------------------------------------------------------------- |
| 11 فبراير | جون كومر         | 59  | ممثل (Sid in Last of the Summer Wine)                         |
| 4 مارس    | جيفري لومسدين    | 69  | ممثل (ساحة الكابتن في جيش أبي)                                |
| 12 مارس   | أرنولد ريدلي     | 88  | ممثل (الجندي تشارلز جودفري في جيش أبي)                        |
| 31 مارس   | جاك هوارث        | 88  | ممثل (ألبرت تاتلوك في شارع التتويج)                           |
| 15 أبريل  | تومي كوبر        | 63  | الممثل الكوميدي والساحر                                       |
| 4 مايو    | ديانا دورس       | 52  | الممثلة (Queenie's Castle ، Just William ، The Two Ronnies .) |
| 27 مايو   | ريجنالد بوسانكيه | 51  | صحفي وقارئ أخبار، قدم News at Ten خلال السبعينيات             |
| 28 مايو   | إريك موريكامب    | 58  | ممثل كوميدي (موركامب وحكيم)                                   |
| 12 أغسطس  | كريستين هارجريفز | 45  | الممثلة (كريستين أبليبي في شارع التتويج)                      |
| 27 أغسطس  | برنارد يوينز     | 69  | ممثل (ستان أوغدن في شارع التتويج)                             |
| 27 سبتمبر | توك تاونلي       | 71  | ممثل (سام بيرسون في Emmerdale)                                |
| 6 اكتوبر  | ليونارد روسيتر   | 57  | ممثل (Rising Damp ، The Fall and Rise of Reginald Perrin)     |
| 10 أكتوبر | بحيرة آلان       | 43  | الممثل                                                        |
| 15 ديسمبر | لينارد بيرس      | 69  | ممثل (Grandad in Only Fools and Horses)                       |